# Von Miller
Von Miller, Vonnie B'Vsean Miller, född 26 mars 1989 i Dallas i Texas, är en linebacker i amerikansk fotboll. Han spelar för Buffalo Bills sedan säsongen 2022 när han inte skrev på ett nytt kontrakt med Los Angeles Rams. Med Los  Angeles Rams vann Von Miller Super Bowl LVI efter att ha blivit bytt dit den 1 november 2021 mot picks i draften. Han var med och vann Super Bowl 50 med Denver Broncos under vilken han utsågs till Mest värdefulla spelare i matchen där Broncos besegrade Carolina Panthers. Han började spela för Denver Broncos efter college, där han i draften 2011 var rankad nummer två. Redan första året som professionell spelare, 2011, blev han uttagen till all star-matchen Pro Bowl, och han har sedan varit uttagen ytterligare tre gånger innan Super Bowl 50.

## High school och college
Von Miller var en lovande friidrottare i high school men satsade på amerikansk fotboll i college. Han blev erbjuden att spela för flera universitet och valde Texas A&M University. Under sin tid i college utsågs han till bästa linebacker av förbundet och fick bland annat Butkus Award som också delas ut till bästa linebacker.